# Тагамлик (зупинний пункт)
Тагамли́к — пасажирський залізничний зупинний пункт Полтавської дирекції Південної залізниці на електрифікованій лінії Полтава-Південна — Берестин на між станціями Селещина (7 км) та Карлівка (18 км). Розташований в однойменному селищі Полтавського району Полтавської області.

## Історичні відомості
Станцію очолювали:
- 1900 року начальник — селянин ?[1];
- 1903—1906 роки начальник — ?[2],[3],[4].

## Пасажирське сполучення
На зупинному пункті Тагамлик зупиняються приміські електропоїзди сполученням Полтава — Лозова.